# Серпневська селищна рада
Серпне́вська се́лищна ра́да —колишня  адміністративно-територіальна одиниця та орган місцевого самоврядування в Тарутинському районі Одеської області. Адміністративний центр — селище міського типу Серпневе.

## Загальні відомості
Серпневська селищна рада утворена в 1947 році.
- Територія ради: 97,27 км²
- Населення ради: 1 786 осіб (станом на 1 січня 2011 року)
- Територією ради протікає річка Когильник

## Історія
Відповідно до Указу Президії Української СРСР від 10 січня 1947 року село Серпневе віднесено до категорії селищ міського типу з перетворенням Серпнівської сільської Ради на селищну Раду. Одеська обласна рада рішенням від 29 лютого 2008 року в Тарутинському районі уточнила назву Серпнівської селищної ради на Серпневську.

## Населені пункти
Селищній раді підпорядковані населені пункти:
- смт Серпневе

## Селищні голови
Добровольський Володимир Євгенійович — 04.2006 р. — 09.2007р — ради V скликання — достроково припинив повноваження.
Сакара Іван Георгійович — ради V скликання
Кіосе Зіновій Георгійович — ради VI скликання — достроково припинив повноваження.
Добровольський Володимир Євгенійович  — 07.2014р — 11.2015 р. — ради VI скликання.
Добровольський Володимир Євгенійович  - 11.2015 р. по теперішній час — ради VII скликання.

## Склад ради
Рада складається з 14 депутатів та голови (2015 рік)

### Депутати
За результатами місцевих виборів 2010 року депутатами ради стали:

#### За суб'єктами висування
| Суб'єкт висування | Кількість обраних депутатів | %    |
| ----------------- | --------------------------- | ---- |
| Партія регіонів   | 13                          | 81,3 |
| Самовисування     | 3                           | 18,8 |

#### За округами
| № округу        | Прізвище, ім'я, по батькові     | Дата визнання обраним | Освіта  | Партійна приналежність | Відомості про обраного депутата                                                                                  |
| --------------- | ------------------------------- | --------------------- | ------- | ---------------------- | --- |
| Партія регіонів |                                 |                       |         |                        | |
| 1               | Корчмар Людмила Костянтинівна   | 03.11.2010            | вища    | позапартійна           | Серпневська селищна рада, головний бухгалтер                                                                     |
| 2               | Липина Надія Василівна          | 03.11.2010            | вища    | член Партії регіонів   | Серпневське відділення зв'язку, завідувачка                                                                      |
| 4               | Кирнєв Анатолій Володимирович   | 03.11.2010            | середня | член Партії регіонів   | пенсионер |
| 5               | Казанжи Віктор Георгійович      | 03.11.2010            | вища    | позапартійний          | приватний підприємець                                                                                            |
| 6               | Пень В'ячеслав Степанович       | 03.11.2010            | вища    | позапартійний          | місцева пожежна команда «Серпневе», водій                                                                        |
| 7               | Янак Лариса Володимирівна       | 03.11.2010            | вища    | член Партії регіонів   | навчально-виховний комплекс «Загальноосвітня школа І-ІІІ ст.» смт Серпневе, медична сестра                       |
| 8               | Стардубцев Віктор Васильович    | 03.11.2010            | середня | позапартійний          | тимчасово не працює                                                                                              |
| 9               | Бошняк Галина Віталіївна        | 03.11.2010            | вища    | позапартійна           | Тарутинська районна електромережа, контролер                                                                     |
| 10              | Занфірова Тетяна Георгіївна     | 03.11.2010            | вища    | позапартійна           | навчально-виховний комплекс «Загальноосвітня школа І-ІІІ ст. — дитячий заклад» смт Серпнева, заступник директора |
| 11              | Кравченко Володимир Віталійович | 03.11.2010            | вища    | позапартійний          | тимчасово не працює                                                                                              |
| 12              | Тимофєєва Людмила Василівна     | 03.11.2010            | вища    | позапартійна           | тимчасово не працює                                                                                              |
| 13              | Дудогло Іван Васильович         | 03.11.2010            | вища    | позапартійний          | ВАТ"Петросталь", керівник підрозділу                                                                             |
| 16              | Мартиненко Василь Миколайович   | 03.11.2010            | вища    | позапартійний          | місцева пожежна команда"Серпневе", начальник                                                                     |
| Самовисування   |                                 |                       |         |                        | |
| 3               | Врагалєв Федір Васильович       | 03.11.2010            | середня | позапартійний          | тимчасово не працює                                                                                              |
| 14              | Добровольска Федора Георгіївна  | 03.11.2010            | вища    | позапартійна           | тимчасово не працює                                                                                              |
| 15              | Россіп Катерина Іванівна        | 03.11.2010            | вища    | позапартійна           | Серпневська селищна рада, секретар                                                                               |

За результатами місцевих виборів 2015 року депутатами ради стали
За округами
| В№ з/п | ПІБ                               | РІК НАРОДЖЕННЯ | ПОСАДА МІСЦЕ РОБОТИ                              | МЕЖІ ОКРУГУ                                                               |
| 1      | Корчмар Людмила Костянтинівна     | 11.04.1985     | Головний бухгалтер Серпневської селищної ради    | Округ № 1, вул. Вінницька, 7-59                                           |
| 2      | Танасогло Іван Петрович           | 19.01.1968     | Не працює                                        | Округ № 2, вул. Вінницька, 61- 95, вул. Липова, 1– 24, вул. Одеська, 2-10 |
| 3      | Врагалєв Федір Васильович         | 16.08.1958     | Не працює                                        | Округ № 3, вул. Осіння, 1-52                                              |
| 4      | Кравченко Людмила Адольфівна      | 02.06.1972     | Не працює                                        | Округ № 4, вул. Осіння 53-108                                             |
| 5      | Панаїтов Данило Петрович          | 04.09.1966     | Не працює                                        | Округ № 5, вул. Молодіжна, 1-23, вул. Паркова, 1-25                       |
| 6      | Добровольська Надія Костянтинівна | 16.10.1975     | В.о. гол. бухгалтера Калачівської сільської ради | Округ № 6, вул. Молодіжна, 24-72                                          |
| 7      | Дудогло Євген Миколайович         | 07.09.1987     | Не працює                                        | Округ № 7, вул. Молодіжна, 73-127                                         |
| 8      | Терзі Марія Іванівна              | 09.04.1967     | Бухгалтер КП «Лейпциг»                           | Округ № 8, вул. Молодіжна, 128—179                                        |
| 9      | Занфірова Тетяна Георгієвна       | 02.08.1981     | Зам. Директора НВК смт Серпневе                  | Округ № 9, вул. Молодіжна, 180—250                                        |
| 10     | Янак Сергій Георгійович           | 08.07.1972     | Пенсіонер                                        | Округ № 10, вул. Вишнева, вул. Нова, вул. Садова                          |
| 11     | Мартиненко Василь Миколайович     | 01.01.1961     | Начальник караулу пожежної частини смт Серпневе  | Округ № 11, вул. Кравченко, вул. Шкільна, Сонячна, 49-87                  |
| 12     | Гарчу Лілія Вікторівна            | 13.07.1977     | Секретар Серпневської селищної ради              | Округ № 12, вул. Сонячна1-45                                              |
| 13     | Коструб Лариса Ефремівна          | 19.02.1964     | Не працює                                        | Округ № 13, вул. Суворова, 47                                             |
| 14     | Россіп Катерина Іванівна          | 03.06.1962     | Не працює                                        | Округ № 14, вул. Суворова, 47-122                                         |